# Njörðr
Njörðr, także Njord, Njerd, Njordhr, Njordr – w mitologii Germanów północnych bóg spokojnego morza i jego zasobów. Opiekun kupców (przez to bóg bogactwa) i myśliwych. Był także odpowiedzialny za wiatry, zarówno morskie jak i lądowe. Należał do boskiego rodu Wanów, był ojcem Frejra i Frei.
Jego małżeństwo z olbrzymką Skadi, córką Thiassiego, zakończyło się rozwodem, ponieważ ona chciała mieszkać w górach, a on nad morzem w swoim pałacu Noatun. Mit ten uważa się za personifikacje rozdziału skandynawskiej pory letniej od zimowej.
Pod koniec epoki wikingów jego znaczenie zmalało.